# John F. Kennedy Stadium
Le John F. Kennedy Stadium, initialement Philadelphia Municipal Stadium, était un stade situé à Philadelphie aux États-Unis.
Il a existé de 1925 à 1992. Sa capacité était de plus de 100 000 places initialement, puis elle a été ramenée à 75 000 places. 

## Histoire
Les Eagles de Philadelphie jouaient au Municipal Stadium de 1936 à 1939, ainsi qu'en 1941. Pendant de nombreuses années, le stade a accueilli le match annuel de football américain entre l'Army et la Navy. Le stade a également accueilli plusieurs matches de boxe, y compris le premier match de Jack Dempsey contre Gene Tunney, et un match entre Georges Carpentier et Tommy Loughran.  
En plus des événements sportifs, le stade a également accueilli des concerts de musique. Les groupes qui ont joué au stade sont notamment U2, The Rolling Stones, The Who, Yes, The Jacksons, The Beatles, The Beach Boys, Genesis et Pink Floyd. Journey a enregistré un album de concert au stade en 1983. Le 13 juillet 1985, la partie américaine du Live Aid s'est déroulée dans le stade. 
Le stade a été condamné en 1989, et il a été détruit trois ans après. Le dernier événement public dans le stade était un concert de Grateful Dead, et les Rolling Stones y ont effectué les dernières répétitions de leur tournée Steel Wheels en Août 1989. Aujourd'hui, le Wachovia Center est situé sur son site.  